# Tehnički crtež
Tehnički crtež ili tehnički nacrt je grafički prikaz nekoga proizvoda ili objekta (građevine, mosta, stroja, broda) kojim se prikazuje njegov oblik te uporabna, funkcionalna, izvedbena i slična svojstva. U užem smislu to je crtež izrađen uporabom pomagala, a u širem smislu i svaki drugi crtež ili drugi grafički prikaz koji služi kako bi se budući ili postojeći predmet predočio naručitelju (investitoru), kupcu ili korisniku, instituciji ili drugoj službi koja donosi rješenja o njegovoj uporabi, kao i tehnolozima, izvođačima i radnicima koji ga izvode.
Tehnički crtež predstavlja najvažniji dio tehničke dokumentacije. U različite svrhe njime se koristi veliki broj tehničkog osoblja. Crteži služe kao polazna osnovica u svakom proizvodnom procesu. Zbog toga tehnički crtež mora na jasan, jednostavan i razumljiv način jednoznačno označiti prikazani predmet ili tehnički sustav. Tehnički je crtež sredstvo sredstvo sporazumijevanja i veza između različitih dijelova jednog lanca u kojem sudjeluju ljudi koji daju ideju (zamisao), konstruktori koji tu zamisao pretaču u stvaran proizvod, djelatnici koji izrađuju proizvod i kupci. U opisu, koji ide uz svaki crtež (zaglavlje i sastavnica), moraju biti jasno naznačeni osnovni podaci o proizvodu (tko je konstruirao, tko je crtao, tko je kontrolirao, veza s drugim crtežima i tako dalje). Zajednički jezik tehničkog crtanja temelji se na pravilima tehničkog crtanja, koja su određena i propisana normama (standardima) u tehničkom crtanju (HRN, ISO, CEN, DIN, ASA i drugi).

## Objašnjenje
Osnova je inženjerskoga projektiranja, a prema namjeni, fazi projektiranja i detaljnosti prikaza razlikuju se nacrt postojećega stanja, idejni, patentni, glavni, radionički, montažni i drugi nacrti. Najčešće treba omogućiti potpunu rekonstrukciju predmeta, pa se izrađuje u određenom mjerilu, prema pravilima deskriptivne ili nacrtne geometrije kao ravninski ili dvodimenzionalni crtež (tlocrt, nacrt u najužem smislu, ili bokocrt), te prostorni ili trodimenzionalni crtež (aksonometrija, perspektiva). Ponajprije se oblik predmeta (bridovi, stranice, rubovi) prikazuje crtama, a dodatni se podatci (na primjer vrsta materijala, namjena) kao i zornost prikaza postižu različitim bojama ili teksturama ploha, sjenčanjem, različitom debljinom i vrstom crta. Izmjere predmeta (dimenzije) obično se označuju brojkama (kotiraju) uz takozvane kotne crte, a u većini struka za prikaz tipskih dijelova postoje dogovoreni simboli. 
U početku razrade ideje nacrt se izrađuje rukom (prostoručni crtež), a u konačnici crtaćim priborom (trokuti, ravnalo, šestar, kutomjer, krivuljari, olovka, pera) ili, što je danas uglavnom slučaj, uz pomoć računala i programa za računalno podržano oblikovanje CAD (akronim od engl. Computer Aided Design). Potonji je pristup snažno promijenio tehničko crtanje, koje se sada svodi na izradbu računalnoga modela predmeta, koji sadrži sve podatke o njem. Na osnovi modela računalo može numerički oblikovati sve potrebne prikaze, te ih prikazati na zaslonu računala, otisnuti na papiru i drugo.  

## Povijest
Prvi tehnički crtež bio je tlocrt utvrde na kamenu u Babilonu oko 4 000. pr. Kr. Projiciranje je razvijeno u Italiji u 15. stoljeću, a prvu knjigu je napisao Leonardo da Vinci u 17. stoljeću. 

## Podjela
Tehnički crteži se razlikuju prema izradi, namjeni i prema načinu predočavanja.

### Prema izradi
Prema izradi se razlikuju:
- Skica je crtež izrađen prostoručno prema pravilima tehničkog crtanja;
- Originalni crtež ili original je crtež izrađen ručno s priborom ili pomoću računala prema standardima tehničkog crtanja;
- Preslika ili kopija originala je crtež dobiven preslikavanjem originala na uređajima za preslikavanje.

### Prema namjeni
Prema namjeni može biti:
- Radionički crtež (detaljni crtež ili crtež detalja)  za izradu sa svim potrebnim detaljima;
- Montažni crtež (sklopni ili sastavni) prikazuje više dijelova sastavljenih u cjelinu (sklop ili stroj);
- Shematski crtež je crtež kojim je predočen dio, stroj ili postrojenje pomoću simbola;
- Crtež opisa uporabe je crtež u opisu uporabe proizvoda sa značajkama proizvoda.

### Prema načinu predočavanja
Prema načinu predočavanja dijela ili sklopa:
- ortogonalni crtež ili 2D (2 dimenzije) koji prikazuje dio (ili sklop) predočen u jednoj ravnini;
- prostorni crtež ili 3D (3 dimenzije) koji prikazuje dio (ili sklop) u prostoru.

## Vanjske poveznice
|  | Zajednički poslužitelj ima još gradiva o temi Tehnički crtež |